# 張替智広
張替 智広（はりがえ ともひろ、1976年5月8日 - ）は、静岡県伊東市出身の日本のドラマーである。バンド・キンモクセイと楽曲制作ユニット・HALIFANIEのメンバー。ニックネームは「ハリー」「ハリー・スター」。

## 人物
幼い頃から両親が好きなビートルズを聴いていたのがきっかけでリンゴ・スターに憧れ、ドラムを始める。バンド・キンモクセイのメンバーで、再始動後も参加。小貫早智子との楽曲制作ユニット・HALIFANIEとしても活動し、YUKIやJUJUなどのアーティストに楽曲を提供する
サポートドラマーとして、井上陽水、カーネーション、中田裕二、森高千里、大森靖子、ゆるめるモ!、藤木直人、吉澤嘉代子、Aimer、sugar me、片平里菜、吉田山田、住岡梨奈、堂島孝平、ヒックスヴィル、ザ50回転ズ、見田村千晴、fhánaなどのレコーディング及びライブに参加。

## 経歴
1996年、バンド・CRACKPOT（クラックポット）にサポートドラマーとして参加。日本コロムビアよりリリースの2枚のシングルと1枚のアルバムに参加。
1998年、バンド・esrevnoc（エスレフノック）にサポートメンバーとしてエピックレコードジャパンからメジャー・デビュー後、解散まで参加する。
2001年、バンド・キンモクセイのメンバーとしてBMGファンハウスからメジャー・デビュー。シングル15枚とアルバム6枚をリリースし、2002年にはNHK紅白歌合戦にも出場する。
2008年1月、キンモクセイ活動休止。同年に小貫早智子と音楽ユニットHALIFANIEを組み、楽曲制作を始める。

## 参加作品

### ミュージック・ビデオ
- カーネーション ｢いつかここで会いましょう｣（16thアルバム『Multimodal Sentiment』の収録曲、2016年）